# Rounders (film)
Rounders is een Amerikaanse dramafilm uit 1998 over de ondergrondse wereld van high-stakes poker. De film werd geregisseerd door John Dahl met in de hoofdrollen Matt Damon en Edward Norton. De film volgt de twee vrienden die hun schulden hopen af te lossen door middel van poker. De term “rounder” verwijst naar een persoon met als beroep kaarten.
De film kreeg matige recensies, maar dankzij de populariteit van poker werd Rounders langzaam een cultfilm.

## Verhaal
Rounders gaat over voormalig rounder Mike McDermott (Matt Damon) die zijn vriendin Jo (Gretchen Mol) beloofd heeft om te stoppen met pokeren. Op dat moment komt zijn beste vriend “Worm” (Edward Norton) uit de gevangenis die een grote schuld heeft. Worm weet Mike te overtuigen om samen te gaan pokeren en zo geld bij elkaar te verdienen om Worms schuld te betalen.
De film begint met Mike die ervan overtuigd is al zijn geld ($30.000) te verdubbelen tijdens het pokeren tegen maffiabaas Teddy KGB (John Malkovich). Maar Mike zijn full house met drie negens en twee azen kunnen niet op tegen de drie azen en twee negens van Teddy. Mike verliest alles, stopt met pokeren en belooft zijn vriendin om nooit meer te spelen.
Negen maanden later: Mike studeert rechten en heeft ’s nachts een baan als vrachtwagenchauffeur bij zijn voormalige pokerleraar Joey Knish (John Turturro). Mike heeft al die tijd niet gespeeld, maar zijn kennis van het pokerspel is nog altijd even goed.
Mike’s vriend, Lester "Worm" Murphy, zien we voor het eerst als hij net uit de gevangenis komt. Uit het commentaar van Mike wordt duidelijk dat Worm in de gevangenis zat wegens valsspelen tijdens het pokeren en in de gevangenis lijken zijn vaardigheden om vals te spelen alleen maar te zijn verbeterd. Mike haalt Worm op van de gevangenis en al snel weet Worm Mike te overtuigen om samen een avond te gaan pokeren. Mike zegt dat één avond spelen geen kwaad kan. Worm heeft echter bij verschillende mensen een totale schuld van 15.000 dollar en moet dit snel betalen voordat ze achter hem aan komen. Later loopt dit nog op naar 25.000 dollar en Worm roept de hulp in van Mike.
Mike besluit dat er maar één ding op zit en dat is wederom te spelen tegen Teddy KGB. Het duurt niet lang voordat Mike zijn geld verdubbelt en genoeg heeft om alle schulden terug te betalen. Mike blijft goed spelen en ontdekt een tell. Uiteindelijk weet hij hierdoor 60.000 dollar te winnen. Hij maakt een straat en weet Teddy KGB ervan te overtuigen dat hij eigenlijk geen straat heeft, waardoor Teddy KGB al zijn geld inzet en verliest.
Nadat Mike alle schulden terugbetaald heeft, heeft hij nog 30.000 dollar over, hiermee gaat hij naar Las Vegas om te spelen in de World Series of Poker.

## Rolverdeling
| Acteur         | Personage            | Opmerkingen                                                                |
| -------------- | -------------------- | -------------------------------------------------------------------------- |
| Hoofdrollen    |                      |                                                                            |
| Matt Damon     | Mike McDermott       | Mike is een ex-pokerspeler die door zijn vriend Worm in de problemen komt. |
| Edward Norton  | Lester 'Worm' Murphy | Worm is de beste vriend van Mike, maar speelt vals en heeft een schuld.    |
| John Malkovich | Teddy KGB            | Teddy KGB is de slechterik van de film.                                    |
| John Turturro  | Joey Knish           | Joey is degene die Mike ooit heeft leren pokeren.                          |
| Bijrollen      |                      |                                                                            |
| Gretchen Mol   | Jo                   | De vriendin van Mike die niet houdt van pokeren.                           |
| Famke Janssen  | Petra                | Petra is de manager van de club waar Mike en Worm vaak pokeren.            |
| David Zayas    | Osborne              |                                                                            |

## Citaten
- Teddy KGB: If you don't have my money then you are mine.
- Mike: The game is no limit hold 'em. The Cadillac of poker.
- Worm: Why do you think your moves are so grand and noble and I'm always the idiot piece of shit!
- Teddy KGB: Want a cookie?
- Mike: Listen, here's the thing. If you can't spot the sucker in the first half hour at the table, then you are the sucker.
- Teddy KGB: He beat me... Straight up... Pay him... Pay that man his money.
- Teddy KGB: (with a strong Russian accent) Veeerry aggreeessive...

## Prijzen/nominaties
- 1998, Southeastern Film Critics Assocation Awards
Gewonnen: Beste acteur Edward Norton
- 1999, Venice Film Festival
Genomineerd: John Dahl

## Trivia
- De ondergrondse pokerwereld die in de film te zien is, is gebaseerd op echte clubs en personen. De Chesterfield club was een eerbetoon aan New York's Mayfair Club, die op het moment dat de film uitkwam de bekendste club was waar gepokerd kon worden. Enkele personages waren gebaseerd op echte mensen. Joey Knish was gebaseerd op de New Yorkse rounder, Joel Bagels. Petra, de manager van de club in de film, was gebaseerd op een vrouw met gelijkwaardige taken in de Mayfair, genaamd Ingrid. En de "echte" Teddy KGB was eigenlijk Eddie KGB, een oude man die in werkelijkheid voor lage bedragen speelde en geen connecties heeft met de maffia.
- Pokerspeler Johnny Chan accepteerde een rol in de film, omdat zijn dochter graag Matt Damon wilde ontmoeten.
- Matt Damon en Edward Norton werden beide gesponsord door Binion's Horseshoe Casino om in de World Series of Poker van 1998 te spelen.
- Edward Norton draagt een Ierse Claddagh-ring.
- De hand die hoofdrolspeler Mike steeds in zijn dromen ziet was de laatste hand van het W.S.O.P. waarmee Johnny Chan de nieuwkomer Erik Seidel versloeg en voor de 2e achtereenvolgende keer W.S.O.P. kampioen werd.